# OpenToonz
OpenToonz est un logiciel d'animation vectorielle et bitmap 2D sorti en 2016, il s'agit de l'ouverture du code source, par le Studio Ghibli, de Toonz, un logiciel d'animation de la société italienne Digital Video, racheté par l'éditeur japonais Dwango. Il utilise le système de brosses de MyPaint. Il est utilisé par plusieurs grands studios d'envergure internationale, telle que Studio Ghibli, Folimage, ou The Curiosity Company pour la réalisation de longs métrages, courts métrages et séries.

## Œuvres animées avec OpenToonzbar barça vidéo
OpenToonz a été amélioré par le Studio Ghibli qui l'utilise pour, entre autres, Le Conte de la princesse Kaguya, Arrietty : Le Petit Monde des Chapardeurs, Le Voyage de Chihiro, Le vent se lève
Folimage l'a également utilisé pour  le long métrage Phantom Boy d'Alain Gagnol et Jean-Loup Felicioli, au studio Folimage.
Il est également utilisé par The Curiosity Company, pour la série Futurama de Matt Groening,.

## Historique
Le logiciel Toonz, à l'origine d'OpenToonz, a été développé par le studio italien Digital Video, puis est passé en open source, à la suite de son rachat par l'éditeur japonais Dwango. La version open source a été mise à disposition par le Studio Ghibli, le 26 mars 2016,,.
Le projet utilise depuis 2017 les brosses de MyPaint, via la bibliothèque libMyPaint, elle est officiellement disponible à partir de la version stable OpenToonz 1.2 (11 décembre 2017).